# Nukuhivarall
Nukuhivarall (Gallirallus epulare) är en förhistorisk utdöd fågel i familjen rallar inom ordningen tran- och rallfåglar.

## Förekomst
Fågeln beskrevs 2007 utifrån subfossila lämningar funna 1994-1995 av arkeologer på ön Nuku Hiva i Marquesasöarna. Utgrävningar på platsen tidsbestäms till ungefär 1000 år sedan, när människan relativt nyligen bosatt sig på ön. Fynden i arkeologiska utgrävningar tyder på att den utgjorde föda för öborna, vilket anses vara den huvudsakliga orsaken till att den försvann.

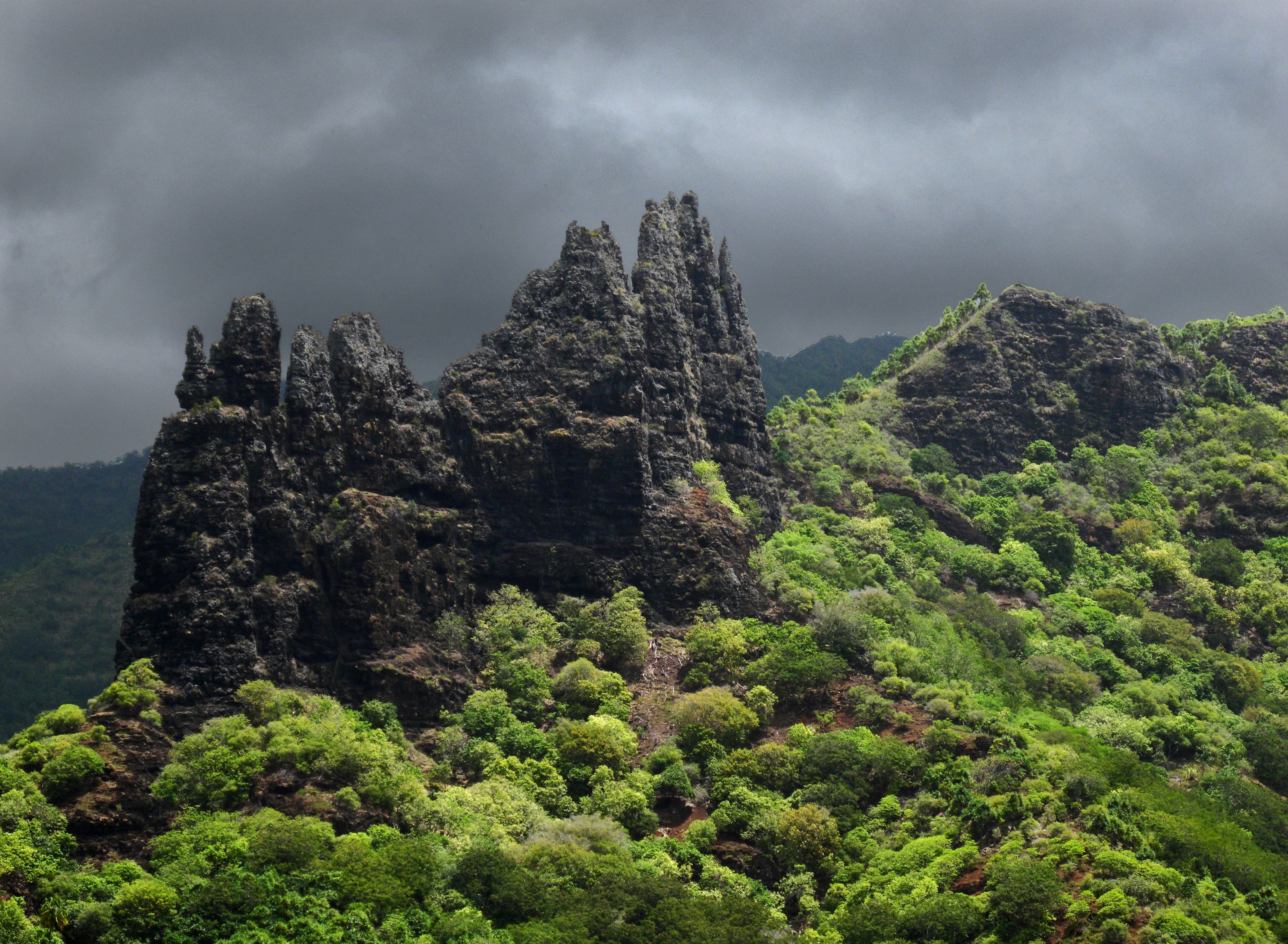
Ön Nuku Hiva i Marquesasöarna.

## Kännetecken
Nukuhivarallen var liten, med relativt korta vingar och kraftiga ben, vilket är typiskt för ö- och marklevande flygoförmögna rallar.